# Meta (dopływ Zadrny w Krzeszówku)
Meta – potok, prawy dopływ Zadrny o długości 8,39 km. 
Wypływa ze wschodnich zboczy Zaworów w rejonie Czartowskich Skał na wysokości ok. 580 m n.p.m., na wschodnich zboczach Bieśnika. Przepływa przez Kochanów, Gorzeszów, a w Krzeszówku wpada do Zadrny.